# Thanapon Jaidee
Thanapon Jaidee (thailändisch ธนพนธ์ ใจดี; * 4. Januar 1999) ist ein thailändischer Fußballspieler.

## Karriere
Thanapon Jaidee erlernte das Fußballspielen in der Suankularb Wittayalai School in der Hauptstadt Bangkok. Seinen ersten Vertrag unterschrieb er bei dem Hauptstadtverein Air Force United. Für die Air Force bestritt er mindestens sechs Ligaspiele. Am 1. Juli 2020 wechselte er zum Drittligisten Grakcu Sai Mai United FC. Mit dem Bangkoker Verein spielte er in der Bangkok Metropolitan Region der Liga. Nach einer Saison verließ er den Verein und schloss sich im September 2021 dem Drittligisten Kanjanapat FC an. Mit Kanjanapat spielte er 18-mal in der Western Region der Liga. Nach einer Saison wurde sein Vertrag im Sommer 2022 nicht verlängert.